# Pyrgetós
Pyrgetós, en grec moderne : Πυργετός, est un village du dème de Tempé, district régional de Larissa, en Thessalie, Grèce.
Selon le recensement de 2011, la population du village s'élève à 1 463 habitants.